# Diego Peralta
Diego Peralta (Cúcuta, Norte de Santander, Colombia; 2 de enero de 1985) es un exfutbolista colombiano. Jugó como defensa y su último club fue el Deportivo Pereira de la Categoría Primera A colombiana.

## Trayectoria
Debutó en el Árabe Unido de Panamá en el 2005, club en el que duraría una temporada y pasaría al Independiente Medellín en el 2006, posteriormente al Bajo Cauca F.C, equipo en el cual duró una temporada. En el año 2008 el Bogotá F. C. compra sus derechos deportivos. Luego en el 2009 pasaría al Atlético Bucaramanga equipo que había descendido por tercera vez en su historia a la Categoría Primera B, en esa temporada el club hace una suma total de 89 puntos en la reclasificación, aun así permanece en la Categoría Primera B. Después de tener una aceptable campaña con el Atlético Bucaramanga Peralta es adquirido por el Cúcuta Deportivo en el año 2010, equipo en el que estaría durante una temporada. Por sus excelentes actuaciones en el Cúcuta Deportivo, el Deportivo Cali ficha al jugador Diego Peralta. El jugador estaría con el Deportivo Cali hasta el 2013 por su gran desempeño en la Torneo Finalización 2012, hizo que el Atlético Nacional se fijara en él y se hiciera de sus servicios. La contratación de Peralta al Atlético Nacional estuvo relacionada con un canje o cambio que se hizo entre estos 2 equipos, el Atlético Nacional les daría al Deportivo Cali el jugador Luis Fernando Mosquera y el Deportivo Cali entregaría a Diego Peralta al Atlético Nacional.

## Clubes
| Club                   | País     | Año         |
| ---------------------- | -------- | ----------- |
| Árabe Unido            | Panamá   | 2005 - 2006 |
| Independiente Medellín | Colombia | 2006        |
| Águilas Doradas        | Colombia | 2007 - 2008 |
| Bogotá F. C.           | Colombia | 2008        |
| Atlético Bucaramanga   | Colombia | 2009        |
| Cúcuta Deportivo       | Colombia | 2010 - 2011 |
| Deportivo Cali         | Colombia | 2011 - 2013 |
| Atlético Nacional      | Colombia | 2013 - 2016 |
| Atlético Bucaramanga   | Colombia | 2016 - 2017 |
| Deportivo Pasto        | Colombia | 2017        |
| Once Caldas            | Colombia | 2018 - 2019 |
| Cúcuta Deportivo       | Colombia | 2020        |
| Deportivo Pereira      | Colombia | 2021        |

## Palmarés

### Torneos nacionales
| Título                | Club              | País     | Año  |
| --------------------- | ----------------- | -------- | ---- |
| Copa Colombia         | Atlético Nacional | Colombia | 2013 |
| Torneo Finalización   | Atlético Nacional | Colombia | 2013 |
| Torneo Apertura       | Atlético Nacional | Colombia | 2014 |
| Torneo Finalización   | Atlético Nacional | Colombia | 2015 |
| Superliga de Colombia | Atlético Nacional | Colombia | 2016 |